# Zygmunt Maciejewski

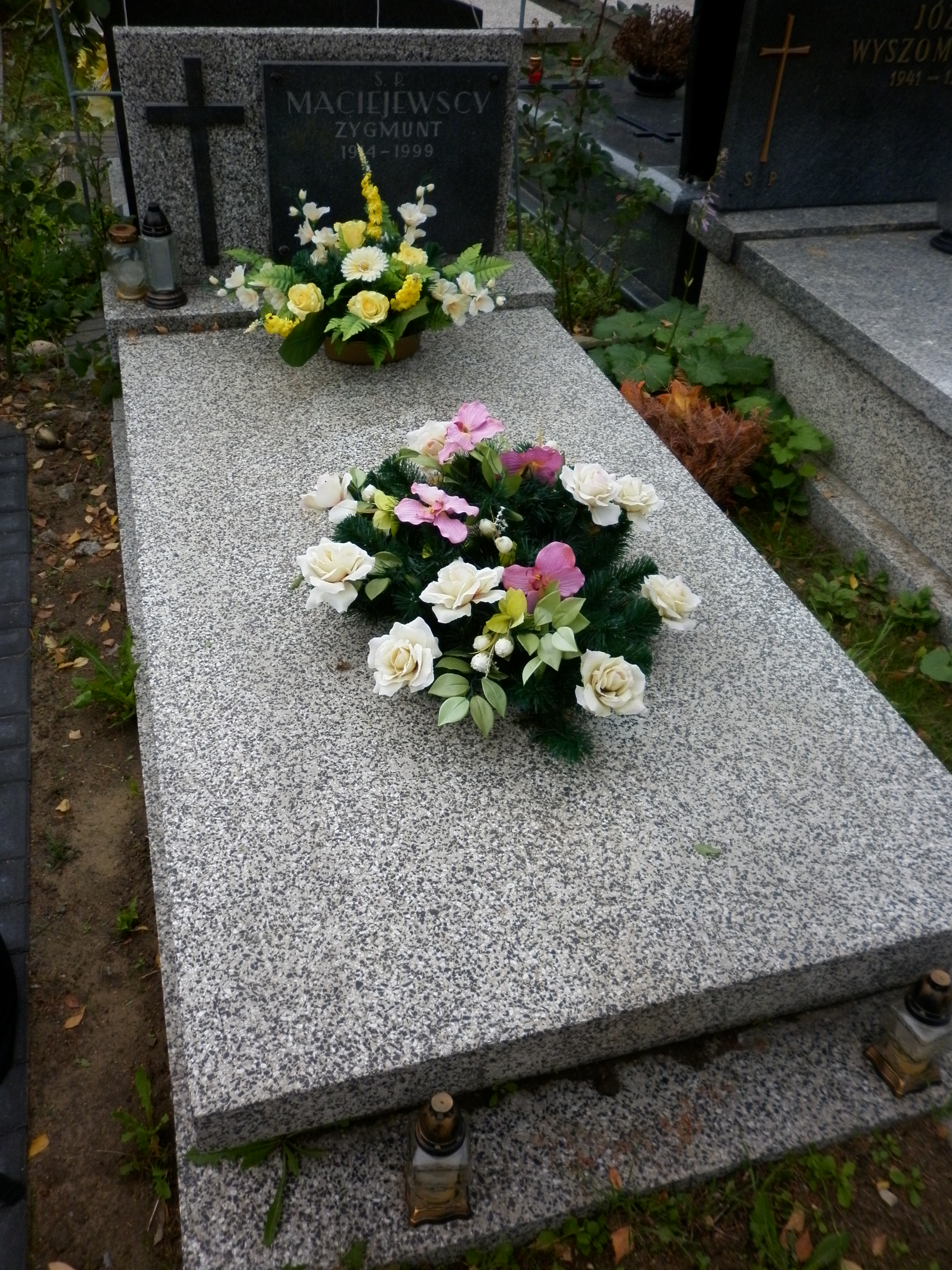
Grób Zygmunta Maciejewskiego na cmentarzu Komunalnym Północnym

Zygmunt Maciejewski (ur. 21 grudnia 1914 w Berlinie, zm. 12 sierpnia 1999 w Warszawie) – polski aktor teatralny, filmowy i telewizyjny, spiker i reżyser radiowy.

## Życiorys
Urodził się w rodzinie Józefa, mistrza krawieckiego, i Bronisławy Maciejewskich. Był bratem Romana (wybitnego kompozytora), Wojciecha (reżysera) i Jadwigi (nauczycielki). Absolwent Wydziału Humanistycznego Uniwersytetu Warszawskiego (1939). Brał udział w kampanii wrześniowej. Okres okupacji spędził w Częstochowie, gdzie udzielał lekcji języka francuskiego.
Po wojnie uczęszczał do szkoły dramatycznej w Poznaniu. Zadebiutował 18 sierpnia 1945 w roli prokuratora w spektaklu Ziemia oskarża Wandy Karczewskiej w reż. Stefana Drewicza na deskach Teatru Polskiego w Poznaniu. Pracował również w Polskim Radio jako spiker (1945) i reżyser (1946–1948). W 1948 zdał aktorski egzamin eksternistyczny. Występował na scenach poznańskich: Teatru Nowego (1945–1947) i Teatru Polskiego (1947–1948). Od 1948 aktor scen warszawskich: Teatru Polskiego (1948–1949), Teatru Nowego (1949–1951), Teatru Narodowego (1951–1962), Teatru Klasycznego (1962–1972), Teatru Studio (1972–1978) i Teatru Na Woli (1978–1981). W 1981 przeszedł na emeryturę, ale nadal grał w filmach. Ostatni raz zagrał gościnnie w warszawskim Teatrze Kwadrat w 1989.
Był ojcem aktora Michała. Zmarł 12 sierpnia 1999 w Warszawie, pochowany został na cmentarzu Komunalnym Północnym na Wólce Węglowej (kwatera W-III-13-1-11).
W maju 2012 powstał film dokumentalny Bracia w reżyserii Moniki Adamczewskiej, o trzech braciach Maciejewskich – Romanie, Zygmuncie i Wojciechu.

## Filmografia
- Człowiek na torze (1956) – zawiadowca Tuszka
- Miejsce dla jednego (1965)
- Stawka większa niż życie (serial telewizyjny) (1968) – gruppenführer (odc. 6. Żelazny Krzyż)
- Znicz olimpijski (1969) – trener Schmidt
- Pułapka (1970) – sierżant Młynarski
- Kolumbowie (serial telewizyjny) (1970) – gestapowiec przesłuchujący Basię (odc. 2. Żegnaj Baśka)
- Epilog norymberski (1970) – Friedrich Paulus, świadek oskarżenia
- Trochę nadziei (1971) – ojciec
- W pustyni i w puszczy (1973) – Linde
- Przejście podziemne (1973) – wychowawca
- Drzwi w murze (1973) – aktor
- Akcja V (1973) – Niemiec w trafice
- Najważniejszy dzień życia (1974) – Niemiec, były wiceburmistrz (odc. 8. Złoto)
- Opadły liście z drzew (1974) – partyzant
- Kazimierz Wielki (1975) – proboszcz
- Smuga cienia (1976) – właściciel ładunku
- Polskie drogi (serial telewizyjny) (1976) – profesor Gleybnitz, znajomy Zygadlewicza (odc. 3. Najspokojniejsze miejsce na świecie)
- Dźwig (1976) – dyrektor zakładów
- Con amore (1976) – ojciec Andrzeja
- Znak orła (serial telewizyjny) (1977) – komtur krzyżacki (odc. 8. Gdyby zdradził. 1331, odc. 9. Komu służycie. 1331 i odc. 13. Dwa podarunki. 1331)
- Lalka (serial telewizyjny) (1977) – ojciec Rzeckiego (odc. 2. Pamiętnik starego subiekta)
- Gdzie woda czysta i trawa zielona (1977) – Stępniak
- Dziewczyna i chłopak (serial telewizyjny) (1977) – nadleśniczy (odc. 6. Tomek i Tosia)
- 40-latek (serial telewizyjny) (1977) – pułkownik (odc. 18. Gra wojenna, czyli na kwaterze)
- Życie na gorąco (serial telewizyjny) (1978) – lekarz przyjmujący do szpitala Lannerta (odc. 9. Bolzano)
- Zielona miłość (serial telewizyjny) (1978) – dyrektor „Polchemu” (odc. 1. Bursztyn i odc. 3. Paweł)
- Wśród nocnej ciszy (1978) – wojewoda
- Biały mazur (1978) – przemysłowiec Geisler, ojciec Edwarda
- Wiśnie (1979) – dyrektor muzeum
- Sekret Enigmy (1979) – członek świty Adolfa Hitlera
- Mysz (1979) – dyrektor szkoły
- Doktor Murek (serial telewizyjny) (1979) – minister (odc. 3.)
- Zamach stanu (1980) – adwokat Urbanowicz, obrońca w procesie brzeskim
- Spotkanie na Atlantyku (1980) – kapitan
- Sherlock Holmes i doktor Watson (Sherlock Holmes and Doctor Watson) (serial telewizyjny) (1980):

● odc. 18. Pechowy hazardzista – właściciel hotelu „Pod Koniczyną”,
● odc. 21. Podróżujący morderca – Henry Posner, właściciel lombardu
- Polonia Restituta (1980) – Ludomir Grendyszyński, członek Tymczasowej Rady Stanu
- Najdłuższa wojna nowoczesnej Europy (serial telewizyjny) (1981) – premier (odc. 5. Filolog i gwoździe)
- Na straży swej stać będę (1983) – przewodniczący sądu
- Fachowiec (1983) – Zygfryd Szwineiger, współwłaściciel fabryki
- Dom Świętego Kazimierza (1983) – porucznik Grab
- Pan na Żuławach (serial telewizyjny) (1984) – barman (odc. 1. Rozterki i nadzieje)
- Ceremonia pogrzebowa (1984) – uczestnik pogrzebu profesora Tarnowskiego
- 111 dni letargu (1984) – Fedelberger, więzień w celi 192
- Zmiennicy (serial telewizyjny) (1986) – ojciec Jana Oborniaka (odc. 10. Krzyk ciszy)
- Republika nadziei (1986) – sędzia
- Vera – der schwere weg der Erkenntnis (serial telewizyjny prod. NRD) (1987) – sekretarz generalny NATO
- Ucieczka z miejsc ukochanych (1987) – ksiądz
- W labiryncie (serial telewizyjny) (1988–1990) – profesor Witold Reiter, kuzyn Haniszów
- Oszołomienie (1988) – widz w teatrze
- Królewskie sny (serial telewizyjny) (1988) – Zeno, legat papieski

Polski dubbing
- Jeszcze słychać śpiew. I rżenie koni... (1971) – pułkownik Józef Królikiewicz (rola Jana Kreczmara)
- Potop (1974) – Augustyn Kordecki (rola Stanisława Jasiukiewicza)
- Ja, Klaudiusz (1976) – Tytus
- Siedem życzeń (serial telewizyjny) (1984) – kapłan egipski, inspektor z kuratorium (rola Włodzimierza Musiała) (odc. 6. Klątwa bogini Bast)

## Ordery i odznaczenia
- Krzyż Kawalerski Orderu Odrodzenia Polski (1977)
- Medal 10-lecia Polski Ludowej (19 stycznia 1955)[4]
- Odznaka „Zasłużony Działacz Kultury” (1965)[5]